# Circuito di Jerez de la Frontera
Il circuito de Jerez-Ángel Nieto è un autodromo situato in Spagna, nelle vicinanze di Cadice, in Andalusia. È intitolato alla memoria di Ángel Nieto, motociclista spagnolo scomparso nel 2017.

## Tracciato
Ha ospitato cinque edizioni del Gran Premio di Spagna di Formula 1 (dal 1986 al 1990), due del Gran Premio d'Europa di Formula 1 (nel 1994 e nel 1997) e ospita il Gran Premio di Spagna del Motomondiale e dal 2013 ospita stabilmente anche la Superbike. 
Inizialmente misurava 4.218 metri, con pista larga 11 metri. Nel 1992 vennero fatti alcuni lavori per renderlo più veloce con la modifica della curva Sito Pons a cui seguì, nel 1994, l'inserimento della chicane Senna per le autovetture, portando la lunghezza del tracciato a 4.428 metri. Nel 2003 è stata allungata la corsia d'uscita box che ora termina alla curva Expo '92, mentre nel 2009 sono state asfaltate le vie di fuga delle curve Expo '92, Michelin, Dry Sac e Ducados. Il cambio di denominazione è stato ufficializzato il 3 maggio 2018, in occasione del Gran Premio motociclistico di Spagna. Considerato troppo lento per la Formula 1, rimane comunque molto utilizzato per i test ufficiali. Nell'edizione 2020 del Motomondiale, il circuito ha ospitato due gran premi: l'abituale Gran Premio motociclistico di Spagna ed il nuovo Gran Premio motociclistico di Andalusia.

## Mappe del circuito

La configurazione di 4.218 metri utilizzata dalla Formula 1 dal 1986 al 1990
La configurazione di 4.428 metri utilizzata dalla Formula 1 nel 1994 e nel 1997

## Albo d'oro

### Motomondiale
| Anno | 500cc/MotoGP      | 250cc/Moto2           | 125cc/Moto3        |
| ---- | ----------------- | --------------------- | ------------------ |
| 1987 | Wayne Gardner     | Martin Wimmer         | Fausto Gresini     |
| 1988 | Kevin Magee       | Sito Pons             | Jorge Martínez     |
| 1989 | Eddie Lawson      | Luca Cadalora         | Àlex Crivillé      |
| 1990 | Wayne Gardner     | John Kocinski         | Jorge Martínez     |
| 1991 | Michael Doohan    | Helmut Bradl          | Noboru Ueda        |
| 1992 | Michael Doohan    | Loris Reggiani        | Ralf Waldmann      |
| 1993 | Kenny Roberts Jr  | Tetsuya Harada        | Kazuto Sakata      |
| 1994 | Michael Doohan    | Jean-Philippe Ruggia  | Kazuto Sakata      |
| 1995 | Alberto Puig      | Tetsuya Harada        | Haruchika Aoki     |
| 1996 | Michael Doohan    | Max Biaggi            | Haruchika Aoki     |
| 1997 | Àlex Crivillé     | Ralf Waldmann         | Valentino Rossi    |
| 1998 | Àlex Crivillé     | Loris Capirossi       | Kazuto Sakata      |
| 1999 | Àlex Crivillé     | Valentino Rossi       | Masao Azuma        |
| 2000 | Kenny Roberts Jr  | Ralf Waldmann         | Emilio Alzamora    |
| 2001 | Valentino Rossi   | Daijirō Katō          | Masao Azuma        |
| 2002 | Valentino Rossi   | Fonsi Nieto           | Lucio Cecchinello  |
| 2003 | Valentino Rossi   | Toni Elias            | Lucio Cecchinello  |
| 2004 | Sete Gibernau     | Roberto Rolfo         | Marco Simoncelli   |
| 2005 | Valentino Rossi   | Daniel Pedrosa        | Marco Simoncelli   |
| 2006 | Loris Capirossi   | Jorge Lorenzo         | Álvaro Bautista    |
| 2007 | Valentino Rossi   | Jorge Lorenzo         | Gábor Talmácsi     |
| 2008 | Daniel Pedrosa    | Mika Kallio           | Simone Corsi       |
| 2009 | Valentino Rossi   | Hiroshi Aoyama        | Bradley Smith      |
| 2010 | Jorge Lorenzo     | Toni Elías            | Pol Espargaró      |
| 2011 | Jorge Lorenzo     | Andrea Iannone        | Nicolás Terol      |
| 2012 | Casey Stoner      | Pol Espargaró         | Romano Fenati      |
| 2013 | Daniel Pedrosa    | Esteve Rabat          | Maverick Viñales   |
| 2014 | Marc Márquez      | Mika Kallio           | Romano Fenati      |
| 2015 | Jorge Lorenzo     | Jonas Folger          | Danny Kent         |
| 2016 | Valentino Rossi   | Sam Lowes             | Brad Binder        |
| 2017 | Daniel Pedrosa    | Álex Márquez          | Aron Canet         |
| 2018 | Marc Márquez      | Lorenzo Baldassarri   | Philipp Öttl       |
| 2019 | Marc Márquez      | Lorenzo Baldassarri   | Jaume Masia        |
| 2020 | Fabio Quartararo  | Luca Marini           | Albert Arenas      |
| 2021 | Jack Miller       | Fabio Di Giannantonio | Pedro Acosta       |
| 2022 | Francesco Bagnaia | Ai Ogura              | Izan Guevara       |
| 2023 | Francesco Bagnaia | Sam Lowes             | Iván Ortolá        |
| 2024 | Francesco Bagnaia | Fermín Aldeguer       | Collin Veijer      |
| 2025 | Álex Márquez      | Manuel González       | José Antonio Rueda |

#### Classi soppresse
| Anno | 80cc                          | Thunderbike Trophy            | Sidecar |
| ---- | ----------------------------- | ----------------------------- | ------- |
| 1987 | Jorge Martínez                |                               |         |
| 1988 | Stefan Dörflinger             |                               |         |
| 1989 | Herri Torrontegui             |                               |         |
| 1990 |                               | Steve Webster e Gavin Simmons |         |
| 1991 | Steve Webster e Gavin Simmons |                               |         |
| 1992 | Steve Webster e Gavin Simmons |                               |         |
| 1995 | Yves Briguet                  |                               |         |
| 1996 | William Costes                |                               |         |

### Campionato mondiale Superbike
| Anno | Gara 1              | Gara Superpole    | Gara 2               |
| ---- | ------------------- | ----------------- | -------------------- |
| 1990 | Raymond Roche       |                   | Raymond Roche        |
| 2013 | Eugene Laverty      | Eugene Laverty    |                      |
| 2014 | Marco Melandri      | Marco Melandri    |                      |
| 2015 | Tom Sykes           | Chaz Davies       |                      |
| 2016 | Chaz Davies         | Chaz Davies       |                      |
| 2017 | Jonathan Rea        | Jonathan Rea      |                      |
| 2019 | Alvaro Bautista     | Alvaro Bautista   | Michael van der Mark |
| 2020 | Scott Redding       | Jonathan Rea      | Scott Redding        |
| 2021 | Toprak Razgatlıoğlu | Evento Cancellato | Toprak Razgatlıoğlu  |
| 2023 | Alvaro Bautista     | Alvaro Bautista   | Alvaro Bautista      |

### Formula 1
| Anno | Gran Premio           | Vincitore          | Scuderia         |
| ---- | --------------------- | ------------------ | ---------------- |
| 1986 | Gran Premio di Spagna | Ayrton Senna       | Lotus-Renault    |
| 1987 | Gran Premio di Spagna | Nigel Mansell      | Williams-Honda   |
| 1988 | Gran Premio di Spagna | Alain Prost        | McLaren-Honda    |
| 1989 | Gran Premio di Spagna | Ayrton Senna       | McLaren-Honda    |
| 1990 | Gran Premio di Spagna | Alain Prost        | Ferrari          |
| 1994 | Gran Premio d'Europa  | Michael Schumacher | Benetton-Ford    |
| 1997 | Gran Premio d'Europa  | Mika Häkkinen      | McLaren-Mercedes |

## Galleria d'immagini

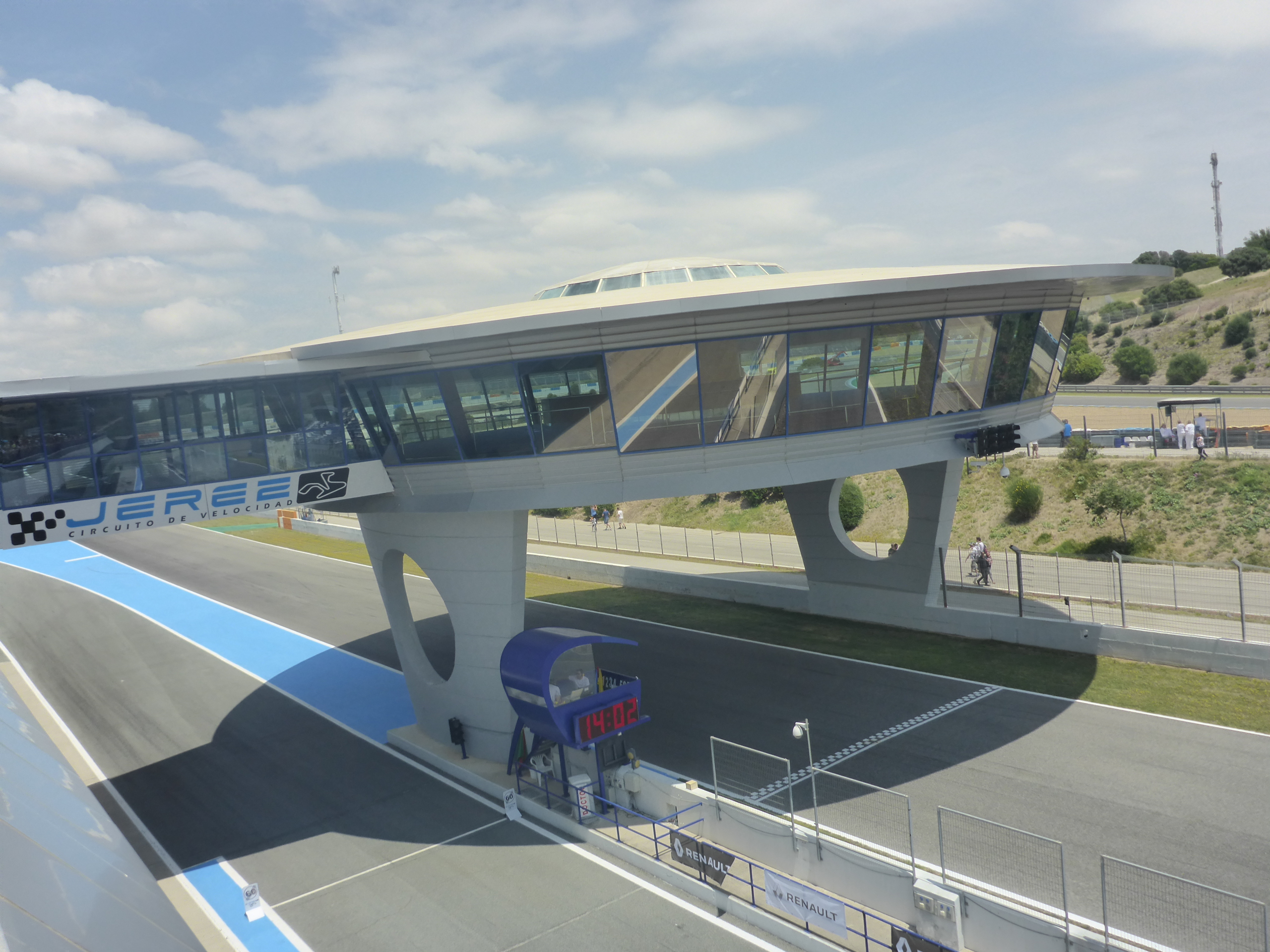
Il Ovni
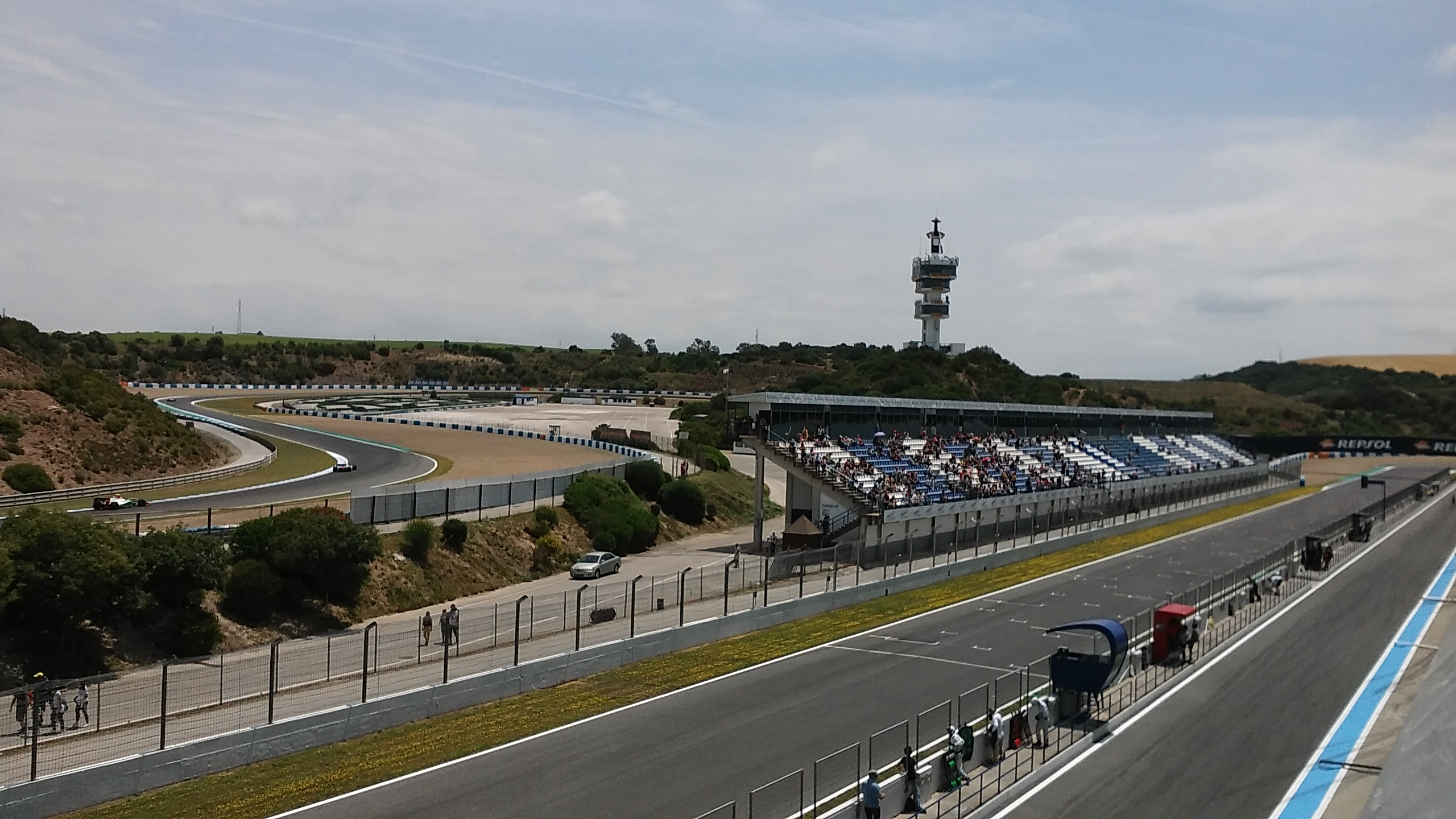
Il rettilineo iniziale
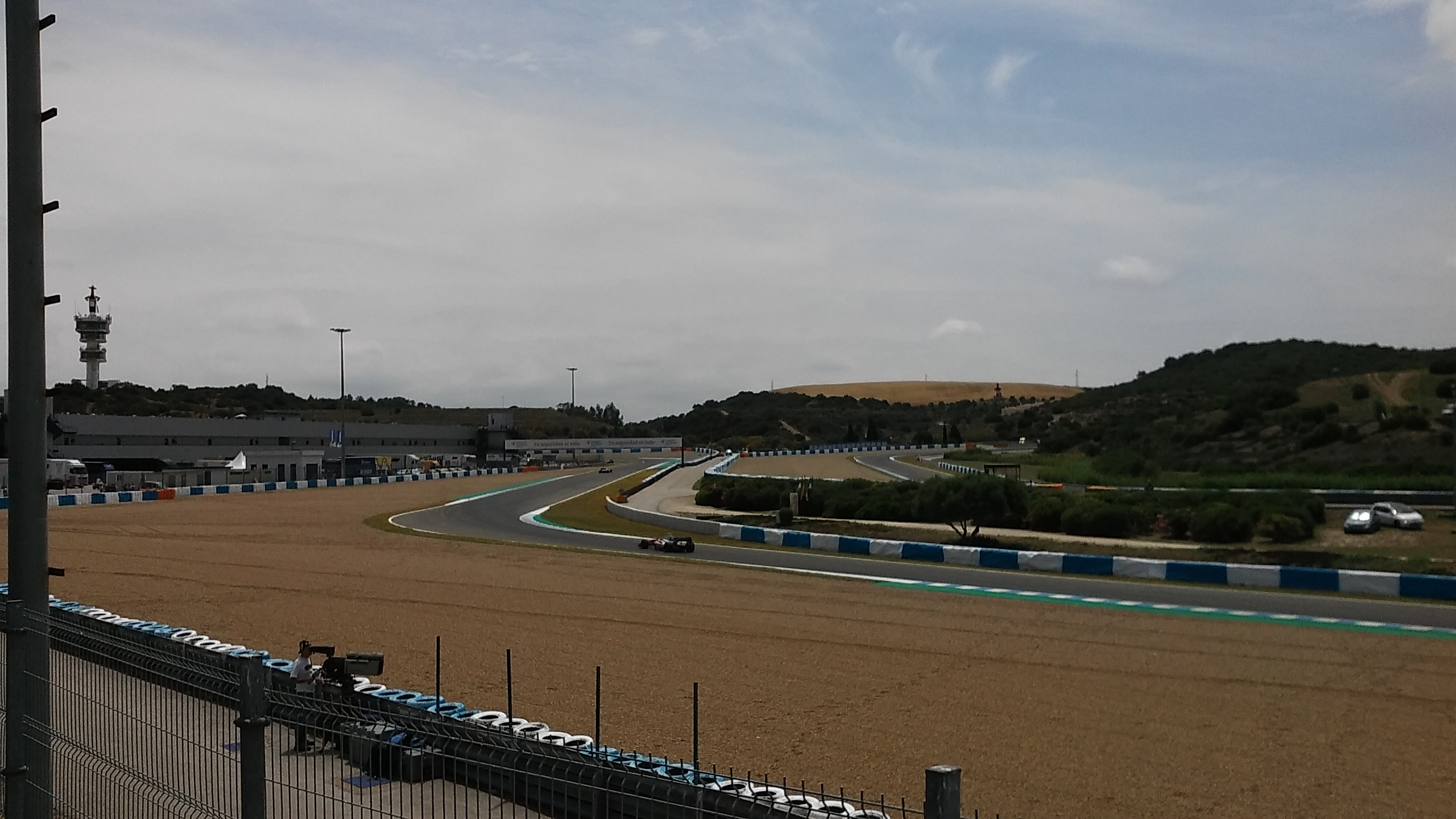
La curva de Ferrari
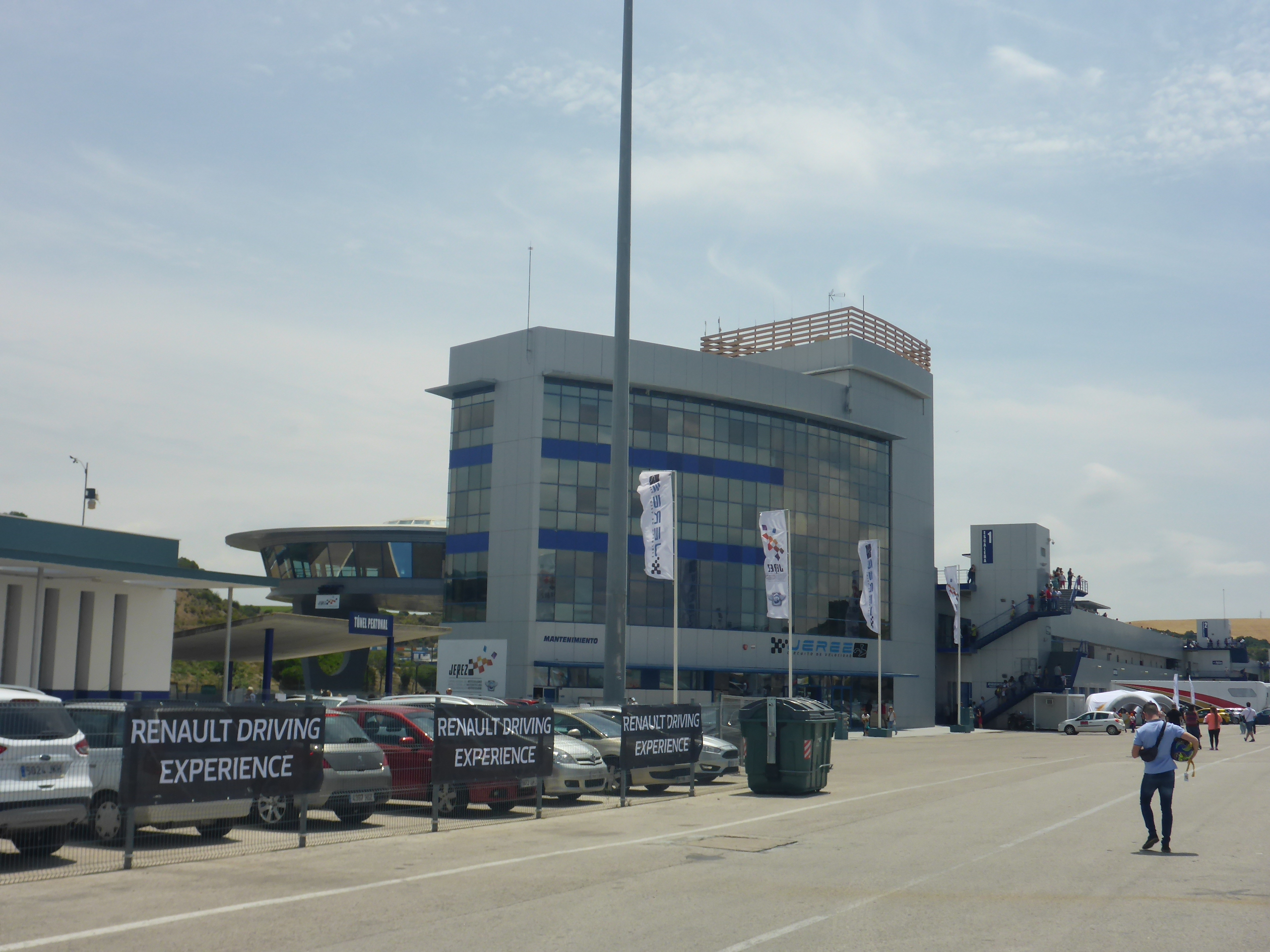
Ufficio principale del circuito
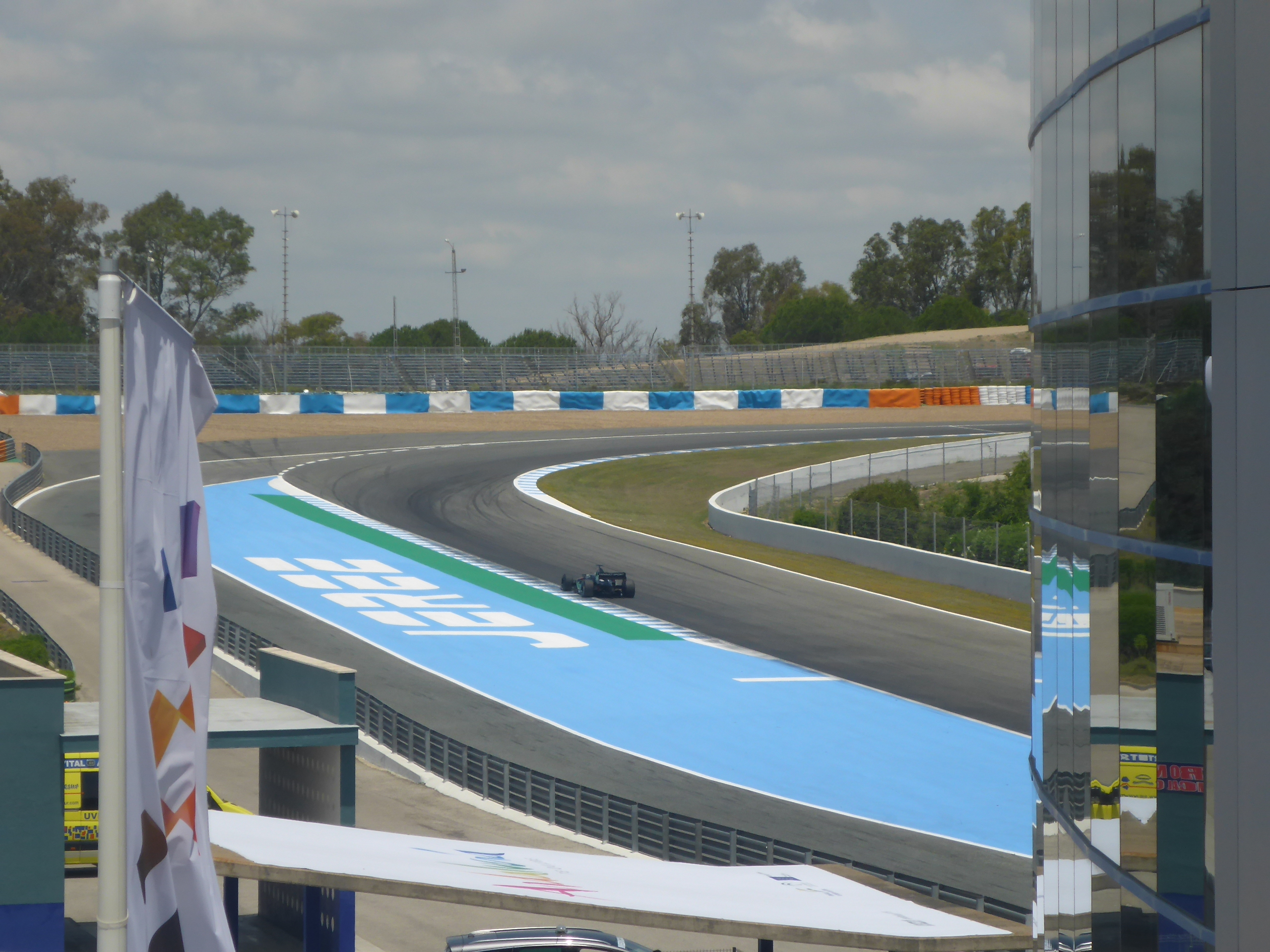
La curva Expo 92